# Jorge Fernando Castro
Jorge Fernando Castro (* 18. August 1967 in Caleta Olivia) ist ein ehemaliger argentinischer Profiboxer und ehemaliger Weltmeister der WBA im Mittelgewicht.

## Boxkarriere
Jorge Fernando Castro wurde 1987 Profi und blieb in seinen ersten 39 Kämpfen ungeschlagen. Dabei gelang ihm auch ein Punktesieg über zehn Runden gegen den WM-Herausforderer Lorenzo Luis Garcia (71-7). Beim Rückkampf vier Monate später erlitt Castro seine erste Niederlage, als er über zehn Runden nach Punkten verlor. Nach 14 weiteren Siegen, unter anderem gegen Miguel Ángel Arroyo (46-5), erlitt er im Oktober 1990 eine weitere Niederlage gegen Héctor Hugo Vilte (45-7).
Am 14. Oktober 1990 wurde er durch einen K.-o.-Sieg in der zwölften Runde gegen Hugo Raúl Marinangeli (35-6), Südamerikanischer Meister im Halbmittelgewicht und verteidigte den Titel u. a. durch K. o. in der ersten Runde erneut gegen Miguel Ángel Arroyo (52-7). Im April 1991 gewann er zudem vorzeitig gegen Mario Alberto Gastón Chávez (27-1).
Am 13. Dezember 1991 erhielt er in Paris eine WM-Titelchance der WBC im Halbmittelgewicht gegen Terry Norris, verlor jedoch über zwölf Runden nach Punkten. Am 30. Juni 1992 unterlag er ebenfalls nach Punkten dem Rekordweltmeister Roy Jones junior. Er gewann jedoch seine nächsten 23 Kämpfe in Folge, davon 15 vorzeitig. Dabei gelangen ihm auch zwei erneute Siege gegen Lorenzo Luis Garcia und diesmal auch ein Sieg gegen Héctor Hugo Vilte.
Am 12. August 1994 gewann er durch einen Punktesieg gegen Reggie Johnson (35-3), die vakante WBA-Weltmeisterschaft im Mittelgewicht. Im November 1994 verteidigte er den Titel durch K. o. in der zweiten Runde gegen Alex Ramos (39-9). In seiner zweiten Verteidigung am 10. Dezember 1994 siegte er durch K. o. in der neunten Runde gegen John Jackson (32-0), zudem wurde der Kampf vom Ring Magazine zum „Fight of the Year“ gewählt. Auch gegen Anthony Andrews (23-8) konnte er seinen Titel im Mai 1995 durch K. o. in der zwölften Runde verteidigen. Am 13. Oktober 1995 stand er in einem Rückkampf Reggie Johnson gegenüber und gewann erneut nach Punkten. Am 19. Dezember 1995 verlor er den WBA-Gürtel in Tokio durch eine Punktniederlage an den Japaner Shinji Takehara (23-0).
Am 15. Februar 1997 gewann er einstimmig nach Punkten gegen Roberto Durán, unterlag diesem jedoch im Rückkampf. Im Januar 1998 wurde er mit einem K.-o.-Sieg gegen Rogério Lobo (13-1), Lateinamerikanischer Meister der WBA im Supermittelgewicht und schlug anschließend unter anderem erneut John Jackson, sowie Juan Carlos Giménez (51-9) und Fabián Alberto Chancalay (43-6). Am 16. Dezember 2000 boxte er in der Essener Grugahalle gegen Juan Carlos Gómez (31-0) um die WBC-Weltmeisterschaft im Cruisergewicht, verlor jedoch erstmals in seiner Karriere vorzeitig in der zehnten Runde.
Durch anschließende Siege gegen Roberto Coelho (29-5), Peter Venâncio (38-4) und Imamu Mayfield (21-3), erhielt er am 1. Februar 2002 in Arizona eine WM-Titelchance der IBF im Cruisergewicht gegen Wassili Schirow (30-0), unterlag diesem jedoch nach Punkten. Am 12. Juli 2003 verlor er beim Kampf um die IBO-Weltmeisterschaft im Cruisergewicht, gegen den Südafrikaner Sebastiaan Rothmann (16-1).
Im Dezember 2003 gewann er erneut die Südamerikanische Meisterschaft sowie im Januar 2005 den Lateinamerikanischen Meistergürtel der WBA. Seinen letzten Profikampf bestritt er am 27. Januar 2007 gegen José Luis Herrera (14-2) und gewann durch K. o. in der zweiten Runde.